# Llista d'estadis de Geòrgia
La següent és una llista dels estadis amb més capacitat de Geòrgia. La major part són utilitzats per la celebració de futbol, tot i que alguns d'ells són utilitzats també per altres esports com el rugbi o l'atletisme.
A les següents llistes apareixen els 10 estadis de primera divisió i els estadis amb capacitat superior als 2.000 espectadors.

## Estadis de primera divisió
| No. | Estadi | Estadi                    | Capacitat | Ciutat    | Inauguració | Equip(s)                               | Categories UEFA                                               |
| --- | ------ | ------------------------- | --------- | --------- | ----------- | -------------------------------------- | ------------------------------------------------------------- |
| 1   |        | Estadi Borís Paitxadze    | 54.549    | Tbiilsi   | 1976        | Dinamo Tbilisi                         | 4/4 estrelles · 4/4 estrelles · 4/4 estrelles · 4/4 estrelles |
| 2   |        | Estadi Mikheil Meskhi     | 27.223    | Tbilisi   | 1952        | FC Lokomotivi Tbilisi / FC Iberia 1999 | 3/3 estrelles · 3/3 estrelles · 3/3 estrelles                 |
| 3   |        | Estadi Batumi             | 20.035    | Batumi    | 2020        | Dinamo Batumi                          | 4/4 estrelles · 4/4 estrelles · 4/4 estrelles · 4/4 estrelles |
| 4   |        | Estadi Givi Chokheli      | 12.000    | Telavi    |             | FC Telavi                              |                                                               |
| 6   |        | Estadi Ramaz Shengelia    | 10.700    | Kutaisi   | 1956        | Torpedo Kutaisi                        | 4/4 estrelles · 4/4 estrelles · 4/4 estrelles · 4/4 estrelles |
| 7   |        | Estadi Fazisi             | 6.000     | Poti      | 1961        | Kolkheti-1913                          |                                                               |
| 10  |        | Estadi Tengiz Burjanadze  | 5.000     | Gori      | 2012        | Dila Gori                              | 2/2 estrelles · 2/2 estrelles                                 |
| 14  |        | Estadi 26 de Maig         | 3.500     | Tsqaltubo |             | Samgurali Tsqaltubo                    |                                                               |
| 18  |        | Estadi David Petriashvili | 2.130     | Tbilsi    | 2015        | FC Gagra                               |                                                               |
| 19  |        | Estadi Central            | 2.000     | Sagarejo  |             | FC Garegi 1960                         |                                                               |

## Altres estadis del país
| No. | Estadi | Estadi                        | Capacitat | Ciutat      | Inauguració | Equip(s)                        | Categories UEFA |
| --- | ------ | ----------------------------- | --------- | ----------- | ----------- | ------------------------------- | --------------- |
| 5   |        | Estadi Temur Maghradze        | 11.650    | Chiatura    | 1964        | FC Chiatura                     |                 |
| 8   |        | Estadi Vladimer Bochorishvili | 6.000     | Tqibuli     | 1923        | FC Meshakhte Tkibuli            |                 |
| 9   |        | Chele Arena                   | 6.000     | Kobuleti    | 1967        | Shukura Kobuleti                |                 |
| 11  |        | Estadi Poladi                 | 4.657     | Rustavi     | 1948        | FC Rustavi                      |                 |
| 12  |        | Estadi David Abashidze        | 4.558     | Zestaponi   | 1952        | FC Zestaponi                    |                 |
| 13  |        | Estadi Evgrapi Shevardnadze   | 4.500     | Lanchkhuti  |             | FC Guria Lanchkhuti             |                 |
| 15  |        | Estadi Tamaz Stepania         | 3.000     | Bolnisi     |             | FC Sioni Bolnisi                |                 |
| 16  |        | Estadi Mikheil Iadze          | 3.000     | Akhaltsikhe |             | FC Samtskhe Akhaltsikhe         |                 |
| 17  |        | Estadi David Kipiani          | 3.000     | Gurjaani    |             | FC Alazani Gurjaani             |                 |
| 20  |        | Mtskheta Park                 | 2.000     | Mtskheta    | 2011        | WIT Georgia                     |                 |
| 21  |        | Estadi Central de Ganmukhuri  | 2.000     | Ganmukhuri  | 2012        | FC Odishi 1919 / Dinamo Zugdidi |                 |
| 22  |        | Estadi Grigol Jomartidze      | 2.000     | Khashuri    | 1933        | FC Iveria Khashuri              |                 |